# Würzburg Hauptbahnhof
Würzburg Hauptbahnhof egy átmenő vasútállomás Németországban, Würzburgban. 1854. június 1-jén nyílt meg. Az állomáson a távolsági ICE és a regionális vonatok is megállnak.

## Vasútvonalak
Az alábbi vasútvonalak érintik a pályaudvart:
- Hannover-Würzburg nagysebességű vasútvonal (KBS 351)
- Würzburg–Stuttgart-vasútvonal (KBS 780)
- Würzburg–Aschaffenburg-vasútvonal (KBS 800)
- Nürnberg–Würzburg-vasútvonal (KBS 805)
- Würzburg–Bamberg-vasútvonal (KBS 810)
- Treuchtlingen–Würzburg-vasútvonal (KBS 920)

## Járatok

### Távolsági
| Járat  | Útvonal | Útvonal | Útvonal | Útvonal | Útvonal | Ütem             | Általában használt jármű |
| ------ | --- | --- | --- | --- | --- | ---------------- | ------------------------ |
| ICE 25 | Lübeck HBF – | Hamburg HBF – Hamburg-Harburg – | Hamburg HBF – Hamburg-Harburg – | Hamburg HBF – Hamburg-Harburg – | Hannover HBF – Göttingen – Kassel-Wilhelmshöhe – Fulda – Würzburg HBF – Nürnberg HBF – Ingolstadt HBF – München HBF | bizonyos vonatok | ICE 2, ICE 1             |
| ICE 25 | Hamburg-Altona – Hamburg-Dammtor – | Hamburg HBF – Hamburg-Harburg – | Hamburg HBF – Hamburg-Harburg – | Hamburg HBF – Hamburg-Harburg – | Hannover HBF – Göttingen – Kassel-Wilhelmshöhe – Fulda – Würzburg HBF – Nürnberg HBF – Ingolstadt HBF – München HBF | óránként         | ICE 2, ICE 1             |
| ICE 25 | Bréma HBF – | Bréma HBF – | Bréma HBF – | Bréma HBF – | Hannover HBF – Göttingen – Kassel-Wilhelmshöhe – Fulda – Würzburg HBF – Nürnberg HBF – Ingolstadt HBF – München HBF | kétóránként      | ICE 2, ICE 1             |
| ICE 31 | Dortmund HBF – Hagen HBF – Wuppertal HBF – Solingen HBF – Köln HBF – Bonn HBF – Koblenz HBF – Mainz HBF – Frankfurt (Main) Flughafen Fernbahnhof – Frankfurt (Main) HBF – Hanau HBF – Würzburg HBF – Nürnberg HBF – Ingolstadt HBF – München HBF                    | Dortmund HBF – Hagen HBF – Wuppertal HBF – Solingen HBF – Köln HBF – Bonn HBF – Koblenz HBF – Mainz HBF – Frankfurt (Main) Flughafen Fernbahnhof – Frankfurt (Main) HBF – Hanau HBF – Würzburg HBF – Nürnberg HBF – Ingolstadt HBF – München HBF                    | Dortmund HBF – Hagen HBF – Wuppertal HBF – Solingen HBF – Köln HBF – Bonn HBF – Koblenz HBF – Mainz HBF – Frankfurt (Main) Flughafen Fernbahnhof – Frankfurt (Main) HBF – Hanau HBF – Würzburg HBF – Nürnberg HBF – Ingolstadt HBF – München HBF                    | Dortmund HBF – Hagen HBF – Wuppertal HBF – Solingen HBF – Köln HBF – Bonn HBF – Koblenz HBF – Mainz HBF – Frankfurt (Main) Flughafen Fernbahnhof – Frankfurt (Main) HBF – Hanau HBF – Würzburg HBF – Nürnberg HBF – Ingolstadt HBF – München HBF | Dortmund HBF – Hagen HBF – Wuppertal HBF – Solingen HBF – Köln HBF – Bonn HBF – Koblenz HBF – Mainz HBF – Frankfurt (Main) Flughafen Fernbahnhof – Frankfurt (Main) HBF – Hanau HBF – Würzburg HBF – Nürnberg HBF – Ingolstadt HBF – München HBF | egy vonatpár     | ICE T                    |
| ICE 41 | Dortmund HBF – Bochum HBF – Essen HBF – Duisburg HBF – Düsseldorf HBF – Köln Messe/Deutz – Frankfurt (Main) Flughafen Fernbahnhof – Frankfurt (Main) HBF – Aschaffenburg HBF –                                                                                      | Dortmund HBF – Bochum HBF – Essen HBF – Duisburg HBF – Düsseldorf HBF – Köln Messe/Deutz – Frankfurt (Main) Flughafen Fernbahnhof – Frankfurt (Main) HBF – Aschaffenburg HBF –                                                                                      | Dortmund HBF – Bochum HBF – Essen HBF – Duisburg HBF – Düsseldorf HBF – Köln Messe/Deutz – Frankfurt (Main) Flughafen Fernbahnhof – Frankfurt (Main) HBF – Aschaffenburg HBF –                                                                                      | Dortmund HBF – Bochum HBF – Essen HBF – Duisburg HBF – Düsseldorf HBF – Köln Messe/Deutz – Frankfurt (Main) Flughafen Fernbahnhof – Frankfurt (Main) HBF – Aschaffenburg HBF – | Würzburg HBF – Nürnberg HBF – Ingolstadt HBF – München HBF | óránként         | ICE 3                    |
| ICE 41 | Frankfurt (Main) HBF – Mainz HBF – Wiesbaden HBF – Köln Messe/Deutz – Düsseldorf HBF – Duisburg HBF – Essen HBF – Bochum HBF – Dortmund HBF – Hamm (Westf) – Soest – Lippstadt – Paderborn HBF – Altenbeken – Warburg (Westf) – Kassel-Wilhelmshöhe – Fulda –       | Frankfurt (Main) HBF – Mainz HBF – Wiesbaden HBF – Köln Messe/Deutz – Düsseldorf HBF – Duisburg HBF – Essen HBF – Bochum HBF – Dortmund HBF – Hamm (Westf) – Soest – Lippstadt – Paderborn HBF – Altenbeken – Warburg (Westf) – Kassel-Wilhelmshöhe – Fulda –       | Frankfurt (Main) HBF – Mainz HBF – Wiesbaden HBF – Köln Messe/Deutz – Düsseldorf HBF – Duisburg HBF – Essen HBF – Bochum HBF – Dortmund HBF – Hamm (Westf) – Soest – Lippstadt – Paderborn HBF – Altenbeken – Warburg (Westf) – Kassel-Wilhelmshöhe – Fulda –       | Frankfurt (Main) HBF – Mainz HBF – Wiesbaden HBF – Köln Messe/Deutz – Düsseldorf HBF – Duisburg HBF – Essen HBF – Bochum HBF – Dortmund HBF – Hamm (Westf) – Soest – Lippstadt – Paderborn HBF – Altenbeken – Warburg (Westf) – Kassel-Wilhelmshöhe – Fulda –                                                                                               | Würzburg HBF – Nürnberg HBF – Ingolstadt HBF – München HBF | egy vonatpár     | ICE 3                    |
| ICE 91 | Dortmund HBF – | Dortmund HBF – | Hagen HBF – Wuppertal HBF – Solingen HBF – | Köln HBF – Bonn HBF – Koblenz HBF – Mainz HBF – Frankfurt (Main) Flughafen Fernbahnhof – Frankfurt (Main) HBF – Hanau HBF – | Würzburg HBF – Nürnberg HBF – Regensburg HBF – Plattling – Passau HBF – Linz HBF – St. Pölten – Wien HBF | kétóránként      | ICE T                    |
| ICE 91 | Dortmund HBF – | Dortmund HBF – | Bochum HBF – Essen HBF – Duisburg HBF – Düsseldorf HBF – | Köln HBF – Bonn HBF – Koblenz HBF – Mainz HBF – Frankfurt (Main) Flughafen Fernbahnhof – Frankfurt (Main) HBF – Hanau HBF – | Würzburg HBF – Nürnberg HBF – Regensburg HBF – Plattling – Passau HBF – Linz HBF – St. Pölten – Wien HBF | kétóránként      | ICE T                    |
| ICE 91 | Hamburg-Altona – Hamburg-Dammtor – Hamburg HBF – Hamburg-Harburg – Hannover HBF – Göttingen – Kassel-Wilhelmshöhe – Fulda – | Hamburg-Altona – Hamburg-Dammtor – Hamburg HBF – Hamburg-Harburg – Hannover HBF – Göttingen – Kassel-Wilhelmshöhe – Fulda – | Hamburg-Altona – Hamburg-Dammtor – Hamburg HBF – Hamburg-Harburg – Hannover HBF – Göttingen – Kassel-Wilhelmshöhe – Fulda – | Hamburg-Altona – Hamburg-Dammtor – Hamburg HBF – Hamburg-Harburg – Hannover HBF – Göttingen – Kassel-Wilhelmshöhe – Fulda – | Würzburg HBF – Nürnberg HBF – Regensburg HBF – Plattling – Passau HBF – Linz HBF – St. Pölten – Wien HBF | egy vonatpár     | ICE T                    |
| IC 26  | Hamburg-Altona – Hamburg-Dammtor – Hamburg HBF – Hamburg-Harburg – Lüneburg – Uelzen – Celle – Hannover HBF – Göttingen – Kassel-Wilhelmshöhe – Fulda – Würzburg HBF – Steinach (b. Rothenburg) – Ansbach – Treuchtlingen – Donauwörth – Augsburg HBF –             | Hamburg-Altona – Hamburg-Dammtor – Hamburg HBF – Hamburg-Harburg – Lüneburg – Uelzen – Celle – Hannover HBF – Göttingen – Kassel-Wilhelmshöhe – Fulda – Würzburg HBF – Steinach (b. Rothenburg) – Ansbach – Treuchtlingen – Donauwörth – Augsburg HBF –             | Hamburg-Altona – Hamburg-Dammtor – Hamburg HBF – Hamburg-Harburg – Lüneburg – Uelzen – Celle – Hannover HBF – Göttingen – Kassel-Wilhelmshöhe – Fulda – Würzburg HBF – Steinach (b. Rothenburg) – Ansbach – Treuchtlingen – Donauwörth – Augsburg HBF –             | Hamburg-Altona – Hamburg-Dammtor – Hamburg HBF – Hamburg-Harburg – Lüneburg – Uelzen – Celle – Hannover HBF – Göttingen – Kassel-Wilhelmshöhe – Fulda – Würzburg HBF – Steinach (b. Rothenburg) – Ansbach – Treuchtlingen – Donauwörth – Augsburg HBF – | München-Pasing – München Ost – Rosenheim – Bad Endorf – Prien a. Chiemsee – Übersee – Traunstein – Freilassing – Piding – Bad Reichenhall – Berchtesgaden HBF | egy vonatpár     | IC                       |
| IC 26  | Hamburg-Altona – Hamburg-Dammtor – Hamburg HBF – Hamburg-Harburg – Lüneburg – Uelzen – Celle – Hannover HBF – Göttingen – Kassel-Wilhelmshöhe – Fulda – Würzburg HBF – Steinach (b. Rothenburg) – Ansbach – Treuchtlingen – Donauwörth – Augsburg HBF –             | Hamburg-Altona – Hamburg-Dammtor – Hamburg HBF – Hamburg-Harburg – Lüneburg – Uelzen – Celle – Hannover HBF – Göttingen – Kassel-Wilhelmshöhe – Fulda – Würzburg HBF – Steinach (b. Rothenburg) – Ansbach – Treuchtlingen – Donauwörth – Augsburg HBF –             | Hamburg-Altona – Hamburg-Dammtor – Hamburg HBF – Hamburg-Harburg – Lüneburg – Uelzen – Celle – Hannover HBF – Göttingen – Kassel-Wilhelmshöhe – Fulda – Würzburg HBF – Steinach (b. Rothenburg) – Ansbach – Treuchtlingen – Donauwörth – Augsburg HBF –             | Hamburg-Altona – Hamburg-Dammtor – Hamburg HBF – Hamburg-Harburg – Lüneburg – Uelzen – Celle – Hannover HBF – Göttingen – Kassel-Wilhelmshöhe – Fulda – Würzburg HBF – Steinach (b. Rothenburg) – Ansbach – Treuchtlingen – Donauwörth – Augsburg HBF – | Buchloe – Kaufbeuren – Kempten (Allgäu) HBF – Immenstadt – Sonthofen – Oberstdorf | egy vonatpár     | IC                       |
| IC 31  | Kiel HBF – Neumünster – | Kiel HBF – Neumünster – | Kiel HBF – Neumünster – | Hamburg HBF – Hamburg-Harburg – Bréma HBF – Osnabrück HBF – Münster (Westf) HBF – Dortmund HBF – Hagen HBF – Wuppertal HBF – Solingen HBF – Köln HBF – Bonn HBF – Koblenz HBF – Mainz HBF – Frankfurt (Main) Flughafen Fernbahnhof – Frankfurt (Main) HBF – Hanau HBF – Würzburg HBF – Nürnberg HBF (– Regensburg HBF – Straubing – Plattling – Passau HBF) | Hamburg HBF – Hamburg-Harburg – Bréma HBF – Osnabrück HBF – Münster (Westf) HBF – Dortmund HBF – Hagen HBF – Wuppertal HBF – Solingen HBF – Köln HBF – Bonn HBF – Koblenz HBF – Mainz HBF – Frankfurt (Main) Flughafen Fernbahnhof – Frankfurt (Main) HBF – Hanau HBF – Würzburg HBF – Nürnberg HBF (– Regensburg HBF – Straubing – Plattling – Passau HBF) | egy vonatpár     | IC                       |
| IC 31  | Hamburg Altona – | Hamburg Altona – | Hamburg Altona – | Hamburg HBF – Hamburg-Harburg – Bréma HBF – Osnabrück HBF – Münster (Westf) HBF – Dortmund HBF – Hagen HBF – Wuppertal HBF – Solingen HBF – Köln HBF – Bonn HBF – Koblenz HBF – Mainz HBF – Frankfurt (Main) Flughafen Fernbahnhof – Frankfurt (Main) HBF – Hanau HBF – Würzburg HBF – Nürnberg HBF (– Regensburg HBF – Straubing – Plattling – Passau HBF) | Hamburg HBF – Hamburg-Harburg – Bréma HBF – Osnabrück HBF – Münster (Westf) HBF – Dortmund HBF – Hagen HBF – Wuppertal HBF – Solingen HBF – Köln HBF – Bonn HBF – Koblenz HBF – Mainz HBF – Frankfurt (Main) Flughafen Fernbahnhof – Frankfurt (Main) HBF – Hanau HBF – Würzburg HBF – Nürnberg HBF (– Regensburg HBF – Straubing – Plattling – Passau HBF) | két vonatpár     | IC                       |
| EN     | Hamburg Altona – Hamburg Dammtor – Hamburg HBF – Hannover HBF – Göttingen – Würzburg HBF – Nürnberg HBF – Augsburg HBF – München HBF – Rosenheim – Kufstein – Wörgl HBF – Jenbach – Innsbruck HBF                                                                   | Hamburg Altona – Hamburg Dammtor – Hamburg HBF – Hannover HBF – Göttingen – Würzburg HBF – Nürnberg HBF – Augsburg HBF – München HBF – Rosenheim – Kufstein – Wörgl HBF – Jenbach – Innsbruck HBF                                                                   | Hamburg Altona – Hamburg Dammtor – Hamburg HBF – Hannover HBF – Göttingen – Würzburg HBF – Nürnberg HBF – Augsburg HBF – München HBF – Rosenheim – Kufstein – Wörgl HBF – Jenbach – Innsbruck HBF                                                                   | Hamburg Altona – Hamburg Dammtor – Hamburg HBF – Hannover HBF – Göttingen – Würzburg HBF – Nürnberg HBF – Augsburg HBF – München HBF – Rosenheim – Kufstein – Wörgl HBF – Jenbach – Innsbruck HBF | Hamburg Altona – Hamburg Dammtor – Hamburg HBF – Hannover HBF – Göttingen – Würzburg HBF – Nürnberg HBF – Augsburg HBF – München HBF – Rosenheim – Kufstein – Wörgl HBF – Jenbach – Innsbruck HBF | egy vonatpár     | ÖBB-Nightjet             |
| EN     | Köln HBF – Bonn HBF – Koblenz HBF – Mainz HBF – Frankfurt (Main) Flughafen Fernbahnhof – Frankfurt (Main) Süd – Würzburg HBF – Nürnberg HBF – Regensburg HBF – Passau HBF – Wels HBF – Linz HBF – Amstetten – St. Pölten – Wien HBF – Wien HBF (Autoreisezuganlage) | Köln HBF – Bonn HBF – Koblenz HBF – Mainz HBF – Frankfurt (Main) Flughafen Fernbahnhof – Frankfurt (Main) Süd – Würzburg HBF – Nürnberg HBF – Regensburg HBF – Passau HBF – Wels HBF – Linz HBF – Amstetten – St. Pölten – Wien HBF – Wien HBF (Autoreisezuganlage) | Köln HBF – Bonn HBF – Koblenz HBF – Mainz HBF – Frankfurt (Main) Flughafen Fernbahnhof – Frankfurt (Main) Süd – Würzburg HBF – Nürnberg HBF – Regensburg HBF – Passau HBF – Wels HBF – Linz HBF – Amstetten – St. Pölten – Wien HBF – Wien HBF (Autoreisezuganlage) | Köln HBF – Bonn HBF – Koblenz HBF – Mainz HBF – Frankfurt (Main) Flughafen Fernbahnhof – Frankfurt (Main) Süd – Würzburg HBF – Nürnberg HBF – Regensburg HBF – Passau HBF – Wels HBF – Linz HBF – Amstetten – St. Pölten – Wien HBF – Wien HBF (Autoreisezuganlage)                                                                                         | Köln HBF – Bonn HBF – Koblenz HBF – Mainz HBF – Frankfurt (Main) Flughafen Fernbahnhof – Frankfurt (Main) Süd – Würzburg HBF – Nürnberg HBF – Regensburg HBF – Passau HBF – Wels HBF – Linz HBF – Amstetten – St. Pölten – Wien HBF – Wien HBF (Autoreisezuganlage)                                                                                         | egy vonatpár     | ÖBB-Nightjet             |

### Regionális
| Járat | Útvonal | Útvonal | Ütem                   | Általában használt jármű |
| ----- | --- | --- | ---------------------- | ------------------------ |
| RE    | Würzburg HBF – Schweinfurt HBF – Ebenhausen (Unterfr) | Bad Kissingen – Hammelburg | kétóránként            | BR 612                   |
| RE    | Würzburg HBF – Schweinfurt HBF – Ebenhausen (Unterfr) | Münnerstadt – Bad Neustadt (Saale) – Mellrichstadt – Grimmenthal – Suhl – Zella-Mehlis – Plaue (Thür) – Arnstadt HBF – Neudietendorf – Erfurt HBF | kétóránként            | BR 612                   |
| RE    | Würzburg HBF – Schweinfurt HBF – Haßfurt – Bamberg (– Forchheim – Erlangen – Fürth (Bay) HBF – Nürnberg HBF) | Würzburg HBF – Schweinfurt HBF – Haßfurt – Bamberg (– Forchheim – Erlangen – Fürth (Bay) HBF – Nürnberg HBF) | (két-)óránként         | BR 442, BR 445           |
| RE    | Würzburg HBF – Rottendorf – Dettelbach – Buchbrunn-Mainstockheim – Kitzingen – Iphofen – Markt Bibart – Neustadt (Aisch) – Emskirchen – Siegelsdorf – Fürth (Bay) HBF – Nürnberg HBF | Würzburg HBF – Rottendorf – Dettelbach – Buchbrunn-Mainstockheim – Kitzingen – Iphofen – Markt Bibart – Neustadt (Aisch) – Emskirchen – Siegelsdorf – Fürth (Bay) HBF – Nürnberg HBF | óránként               | BR 440                   |
| RE    | Würzburg HBF – Lauda – Osterburken – Möckmühl – Bad Friedrichshall HBF – Neckarsulm – Heilbronn HBF – Bietigheim-Bissingen – Ludwigsburg – Stuttgart HBF | Würzburg HBF – Lauda – Osterburken – Möckmühl – Bad Friedrichshall HBF – Neckarsulm – Heilbronn HBF – Bietigheim-Bissingen – Ludwigsburg – Stuttgart HBF | óránként               | BR 146 + emeletes kocsik |
| RE    | Würzburg HBF – Karlstadt – Gemünden (Main) – Lohr – Aschaffenburg HBF – Hanau HBF – Offenbach (Main) HBF – Frankfurt (Main) Süd – Frankfurt (Main) HBF | Würzburg HBF – Karlstadt – Gemünden (Main) – Lohr – Aschaffenburg HBF – Hanau HBF – Offenbach (Main) HBF – Frankfurt (Main) Süd – Frankfurt (Main) HBF | óránként               | BR 445                   |
| RB    | (Schlüchtern – Sterbfritz –) Jossa – Obersinn – Mittelsinn – Burgsinn – Rieneck – Gemünden (Main) – Wernfeld – Karlstadt – Himmelstadt – Retzbach-Zellingen – Thüngersheim – Veitshöchheim – Würzburg-Zell – Würzburg HBF – Rottendorf – Seligenstadt – Bergtheim – Essleben – Waigolshausen – Schweinfurt HBF – Schweinfurt Mitte – Schweinfurt Stadt – Schonungen – Haßfurt – Zeil (Main) – Ebelsbach-Eltmann – Oberhaid – Bamberg | (Schlüchtern – Sterbfritz –) Jossa – Obersinn – Mittelsinn – Burgsinn – Rieneck – Gemünden (Main) – Wernfeld – Karlstadt – Himmelstadt – Retzbach-Zellingen – Thüngersheim – Veitshöchheim – Würzburg-Zell – Würzburg HBF – Rottendorf – Seligenstadt – Bergtheim – Essleben – Waigolshausen – Schweinfurt HBF – Schweinfurt Mitte – Schweinfurt Stadt – Schonungen – Haßfurt – Zeil (Main) – Ebelsbach-Eltmann – Oberhaid – Bamberg | (két-)óránként         | BR 440n                  |
| RB    | Karlstadt – Himmelstadt – Retzbach-Zellingen – Thüngersheim – Veitshöchheim – Würzburg-Zell – Würzburg HBF – Würzburg Süd – Winterhausen – Goßmannsdorf – Ochsenfurt – Marktbreit – Uffenheim – Steinach (b. Rothenburg) – Burgbernheim-Wildbad – Oberdachstetten – Ansbach – Triesdorf – Muhr a. See – Gunzenhausen – Treuchtlingen                                                                                                 | Karlstadt – Himmelstadt – Retzbach-Zellingen – Thüngersheim – Veitshöchheim – Würzburg-Zell – Würzburg HBF – Würzburg Süd – Winterhausen – Goßmannsdorf – Ochsenfurt – Marktbreit – Uffenheim – Steinach (b. Rothenburg) – Burgbernheim-Wildbad – Oberdachstetten – Ansbach – Triesdorf – Muhr a. See – Gunzenhausen – Treuchtlingen                                                                                                 | óránként               | BR 425, BR 440           |
| RB    | Würzburg HBF – Würzburg Süd – Reichenberg – Geroldshausen – Kirchheim (Unterfr) – Gaubüttelbrunn – Wittighausen – Zimmern – Grünsfeld – Gerlachsheim – Lauda | Würzburg HBF – Würzburg Süd – Reichenberg – Geroldshausen – Kirchheim (Unterfr) – Gaubüttelbrunn – Wittighausen – Zimmern – Grünsfeld – Gerlachsheim – Lauda | óránként               | BR 425                   |
| RB    | Würzburg HBF – Rottendorf – Seligenstadt – Bergtheim – Essleben – Waigolshausen – Schweinfurt HBF – Schweinfurt Mitte – Schweinfurt Stadt | Würzburg HBF – Rottendorf – Seligenstadt – Bergtheim – Essleben – Waigolshausen – Schweinfurt HBF – Schweinfurt Mitte – Schweinfurt Stadt | óránként (csúcsidőben) | BR 425, BR 440           |
| RB    | Würzburg HBF – Rottendorf – Dettelbach – Buchbrunn-Mainstockheim – Kitzingen | Würzburg HBF – Rottendorf – Dettelbach – Buchbrunn-Mainstockheim – Kitzingen | óránként (csúcsidőben) | BR 425, BR 426           |
| RB    | Würzburg HBF – Würzburg Süd – Winterhausen – Goßmannsdorf – Ochsenfurt – Marktbreit | Würzburg HBF – Würzburg Süd – Winterhausen – Goßmannsdorf – Ochsenfurt – Marktbreit | óránként (csúcsidőben) | BR 425                   |

### TEE járatok
Korábban az állomást három TEE járat is érintette:
- TEE 21/22 „Rheinpfeil“ Dortmund – Frankfurt – Würzburg – (Nürnberg –) München
- TEE 90/91 „Blauer Enzian“ Hamburg – Würzburg – München – Klagenfurt
- TEE 26/27 „Prinz Eugen“ Bremen – Würzburg – Nürnberg – Wien